# 那加土山町
那加土山町（なかどやまちょう）は、岐阜県各務原市の地名。現行行政町名は那加土山町一丁目、二丁目。

## 地理
各務原市の那加地区に属する。
町域の東部は那加琴が丘町、那加西市場町、那加山後町、西部は那加芦原町、那加岩地町、及び岐阜市水海道、南部は那加岩地町、那加山後町、北部は那加桐野町、那加芦原町、那加琴が丘町に接する。
地名は旧・稲葉郡那加町新加納外六ケ所大字入会地字土山に因む。
町域には岩地川（境川支流）が流れる。
道路
- 県道205号長森各務原線
- 女子大通り

## 歴史
元々は稲葉郡那加町新加納外六ケ所大字入会地字土山であった。1963年（昭和38年）4月1日に那加町、蘇原町、鵜沼町、稲羽町が合併、各務原市の発足に伴い那加土山町が成立。
1979年（昭和54年）1月20日、この地域で区画整理が行われ、那加土山町のうち琴ケ丘団地の地区をもって那加琴が丘町が成立。那加土山町の残部と那加山後町の一部、那加西市場町の一部、那加岩地町の一部をもって那加土山町一・二丁目が成立。

## 世帯数と人口
2024年（令和6年）10月1日現在の世帯数と人口は以下の通りである。
| 丁目             | 世帯数  | 人口  |
| ---------------- | ------- | ----- |
| 那加土山町一丁目 | 141世帯 | 80人  |
| 那加土山町二丁目 | 129世帯 | 318人 |
| 計               | 170世帯 | 398人 |

## 小・中学校の学区
市立小・中学校に通う場合、学区は以下の通りとなる。尚、那加土山町の自治会は岩地町自治会（那加岩地町、那加芦原町、那加土山町など）である。
| 番・番地等 | 小学校                   | 中学校               |
| ---------- | ------------------------ | -------------------- |
| 全域       | 各務原市立那加第一小学校 | 各務原市立那加中学校 |

## 交通
- 各務原市ふれあいバス那加線

## 主な施設
- 諏訪神社